# Élections législatives néo-zélandaises de 1911
Les élections législatives néo-zélandaises de 1911 ont lieu du 7 au 19 décembre 1911 pour élire 80 députés de la Chambre des représentants.